# (34067) 2000 OA55
2000 OA55 (asteroide 34067) é um asteroide da cintura principal. Possui uma excentricidade de 0.16084210 e uma inclinação de 1.02110º.
Este asteroide foi descoberto no dia 29 de julho de 2000 por LONEOS em Anderson Mesa.